# Јелена Боровинић Бојовић
Јелена Боровинић Бојовић (Титоград, 29. август 1975) је црногорски пулмонолог, начелник Пулмолошке клинике Клиничког центра Црне Горе и политичарка . Предсједница је скупштине главног града . Била је министарка здравља у Влади Здравка Кривокапића.

## Биографија
Рођена је 1975. године у Титограду (Подгорица) који је тада био дио Социјалистичке Федеративне Републике Југославије. Основну и средњу школу завршила је у Подгорици. Завршила је Медицински факултет Универзитета у Београду, у апсолвентском року 2001, са оцјеном 8,5, а специјализацију из Интерне медицине, такође на Медицинском факултет Универзитета у Београду 2009. године са оцјеном 10. Субспецијализацију из пулмологије је завршила у Београду 2016. године, са оцјеном 10. Похађала је постдипломске студије из Интерне медицине у Београду.
Године 2002, радила је као љекар опште праксе у ХМП и ДЗ Подгорица. Од 2002. до 2004. година, била је клинички доктор на Инфективној клиници КЦЦГ Подгорица, док је од 2009. до 2016. године била интерниста на Одјељењу пулмологије Интерне клинике КЦЦГ Подгорица. Од 2016. године ради као субспецијалиста пулмолог на Одјељењу пулмологије Интерне клинике КЦЦГ Подгорица, а од 2019. је начелник Пулмолошке клинике Клиничког центра.
Ради и као судско медицински вјештак из интерне медицине и пулмологије од 2015. године.
Стручни је сарадник из области „Интерна медицина” на Медицинском факултету Универзитета Црне Горе и ментор из области „Интерна медицина — пулмологија”.
Написала је велики број објављених стручних радова из области интерне медицине, пулмологије, инфективних болести. Такође је одржала бројне усмене и постер презентације и учествовала на домаћим и иностраним стручним конгресима, конференцијама и дебатама.
Лијечила је покојног митрополита црногорско-приморског Амфилохија током његовог боравка у Клиничком центру Црне Горе и о томе обавјештавала јавност.
У Влада Здравка Кривокапића била је министарка здравља. На локалним изборима у Подгорици, октобра 2022. године, била је носилац изборне листе коалиције За будућност Црне Горе.

## Лични живот
Супруга је посланика Демократске народне партије у Скупштини Црне Горе, Драгана Бојовића. Осим свог матерњег језика, српског, говори енглески и служи се италијанским.